# Samira Bellil
Samira Bellil, née le 24 novembre 1972 à Sidi M'Hamed (Alger) et morte à Paris 12e le 3 septembre 2004, est une éducatrice algérienne et française, connue pour son ouvrage Dans l'enfer des tournantes (en).

## Biographie
Samira Bellil naît en Algérie, fille d'une mère vendeuse et d'un père ouvrier.
À treize ans, elle est séquestrée et violée par un ami du caïd de son quartier, un quartier difficile de Sarcelles dans le Val-d'Oise ; elle est à nouveau victime de viol trois ans plus tard. Elle dénonce le fait que dans les quartiers des banlieues, « une fille qui traîne, c'est une pute, donc qu'elle ne se plaigne pas s'il lui arrive des embrouilles. » Le violeur est condamné à huit ans de prison.[réf. nécessaire] Cette épreuve conduit Samira Bellil dans une errance dont elle sort grâce à une psychothérapie.
Elle acquiert la nationalité française par naturalisation le 15 novembre 1994.
Elle écrit en 2002 un livre qui connaît une très grande diffusion, Dans l'enfer des tournantes (en). Son témoignage dénonce les viols collectifs (« tournantes »), le besoin de vengeance et le traumatisme. Son livre dénonce également le système judiciaire français et sa difficulté à trouver une oreille qui l'écoute sans la juger et des gens en qui elle puisse avoir confiance. Son récit est dédié à ses « copines de galère pour qu'elles sachent qu'on peut s'en sortir » et rend hommage, pour son livre Merveilleux malheur, à Boris Cyrulnik, psychologue qui plaide pour la résilience.
À la suite de l'impact médiatique de son livre, elle devient, pendant quelque temps, proche du mouvement Ni putes ni soumises, espérant ainsi collecter des fonds pour aider les femmes victimes de violences sexuelles. Elle quittera le mouvement à la suite de nombreuses divergences.

Devenue éducatrice en banlieue, elle affirme : 

« La cité, c'est plein de gens formidables qui essaient de s'en sortir courageusement. Car tous les petits gars de chez nous ne sont pas des violeurs, loin de là. »

Elle meurt en 2004 à l'âge de 31 ans d'un cancer de l'estomac. Elle est inhumée au cimetière du Père-Lachaise (19e division, deuxième ligne, Chemin du Dragon), à Paris.

## Hommage
La ville de L'Île-Saint-Denis inaugure le 16 avril 2005 une école qui porte son nom, pour défendre les droits des femmes.

## Publication
- Dans l'enfer des tournantes, 2002  (ISBN 2-207-25407-0)